# Мотовилово (Нижегородская область)
Мотови́лово — село в Арзамасском районе Нижегородской области. Входит в состав Ломовского сельсовета.

## История села
Основание села Мотовилово относят примерно к 1613 году, когда ополченцы Минина и Пожарского после освобождения Москвы, возвращаясь из Нижнего Новгорода, заметили  озеро и поселились около него. Среди этих поселенцев преимущественно были вятичи и дорогобужане. Со временем село стало разрастаться и своими улицами окружать озеро. Коренные жители Мотовилова находились под ведением князя Оболенского, а приезжие жители Щегалева принадлежали барину Морозову. Поэтому в Мотовилове существовало два земельных общества, которые нарушились только во время коллективизации. Щеголевское общество имело землю более плодородную. Она узкой полосой тянулась от села Михайловки до Шубина. А земля второго общества находилась в двух местах: небольшой массив был у леса и более обширный в юго-восточной стороне от села, простирающейся до Баусихи.
В начале XIX века в селе появились новые улицы: Бутырка, Забегаловка, Поповка, Курмыш, Кужадониха. Улица Кужадониха образовалась из приезжих сюда людей из села Кужадона, которое находится в Константиновском районе, а также выходцами из села Вторусское.
В конце XIX века в селе появилась ещё одна улица (продолжение Щегалева) по направлению к Ломовке, эту улицу назвали Жигули. В 1921 году появились новые улицы Самодуриха, Ошаровка и Западная. На улице Западной располагался небольшой порядок келий, занявший южный берег озера.
В 1917 году был создан меньшевистский совет «Штаб спасения Родины», который возглавляли царские офицеры Сивов и Гражданов из села Вторусское.
В декабре 1917 года была организована уездная рабоче-крестьянская милиция, в которую вошли жители села Мотовилово Аблясов В.А., Данилов В.А. и Садов И.М.
В 1918 году был создан волостной комитет бедноты. В Мотовилове бедноту возглавили фронтовики Белов С.И., Данилов В.А. и Садов И.М. Председателем комитета бедноты был Карпов А. При поддержке масс он организовал военный комиссариат, который 25 декабря 1918 года вынес решение об аресте «Штаба спасения Родины» и конфискации всего оружия.
В 1918 году разгрому подвергся Ломовский винный завод, принадлежащий помещику Кащееву.
В 1919 году была открыта изба-читальня, прообраз клуба и библиотеки.
В 1919 году мотовиловцы Улётов И.Н. и Додонов И.М. вступили в ряды Ленинского Союза Молодёжи, который был организован в Чернухинской школе Беляевой Н.В. Комсомольцы вели активную деятельность в селе, организуя линейки, собрания, демонстрации, ведя художественную самодеятельность.
В 1921 году знойная летняя жара привела к голоду. Мотовиловская беднота была вынуждена есть жёлуди. Голод привёл к вспышкам тифа, куриной слепоты, чесотки. В июле более тысячи человек с крестным походом отправились к селу Волчихе к колодезю на молебствие о дожде. Грозовые тучи закрыли небо ещё до завершения паломничества.
До 1921 года село Мотовилово было волостным центром и в числе 21 волости входило в состав Арзамасского уезда. Старшиной Мотовиловской волости, членом 1-й Государственной Думы был Бугров Иван Дмитриевич. В Мотовиловской волости числились следующие сёла и деревни: Вторусское, Криуша, Волчиха, Волчихинский Майдан, Пологовка, Михайловка, Ломовка, Верижки, станция Серёжа, а также дача помещика Шверина, Кащеевский винокуренный завод, лесопильный завод в посёлке Прорыв. Здание волостного управления находилось почти рядом со школой. Здание управления было одноэтажным и имело четыре комнаты. В одной комнате – старшина, в другой – канцелярия волостного писаря, третью занимал урядник, а четвёртая была оборудована под зал для заседаний. Вблизи этого здания находилась «тёмная», в которую по указанию старшины и урядника сажали нарушителей закона и порядка. Сажали ненадолго, на срок не больше недели.
В 1921 году и Мотовилово стало принадлежать Чернухинской волости, здание местной волости было ликвидировано.
В 1927 году кустари-одиночки создали артель «Красный токарь». В 1957 году в Мотовилове было 122 кустаря.
В 1928 году в Мотовилове житель дома отдыха «Серёжа» Дрешин В.М. создаёт актив комсомольцев и организует его учёбу. На основе актива была создана первая партийная ячейка, в которую вошли: Карпов К.И., Гунин И.И., Костюнин И.М., Архипов И.М., Ларин М.М. и другие.
В 1929 г. в селе было 720 дворов с 3200 чел. В Мотовилове было 10 мельниц, одна маслобойня, две шерстобойни, две кузницы.
В 1929 г. появился колхоз «Красный Бор». Коллективизация в селе прошла сравнительно спокойно. Первым председателем колхоза стал рабочий Сормовского завода Николай Павлович Федосеев. Его активными помощниками были М.М. Лобанов, И.В. Курчаков, С.С. Садов, С.С. Крисламов, М.В. Цыганов, Д.И. Буров. В помещении пожарной части открыли столовую для колхозников.
В 1936 г. колхоз «Красный Бор» был переименован в колхоз «Имени XVIII партсъезда».
В 1934 году разорённую в 1918 году церковь стали перестраивать под школу.
В 1937 году открылась в селе десятилетка, которая просуществовала до 1942 года.
22 июня 1941 г. был всеобщий воскресник. Работали на строительстве трассы Горький — Арзамас — Кулебаки. На участке дороги от Рождественского Майдана до Мотовилова создавали просеку: валили лес, корчевали пни, делали насыпь. Работы были прерваны сообщением о начале войны. Всего за годы войны из Мотовилова отправились защищать Родину 825 человек. В боях за Отчизну погибло 232 мотовиловца.
В 1942 году в Мотовилово привезли 225 осиротевших детей, эвакуированных из блокадного Ленинграда, и в здании бывшей церкви открыли Дом малютки. Школа вновь расположилась в деревянном двухэтажном здании. В 1945 году Дом малютки переименовали в Детский дом, который функционировал до 1956 года.
В феврале 1945 г. в Мотовилове образовались ещё два колхоза: «Родина», «Имени Сталина».
В 1947 году в селе появилось радио.
В 1951 г. произошло объединение трёх колхозов «Родина», «Имени Сталина» и «Имени XVIII партсъезда» в один - «Мотовиловский», который в 1962 году был преобразован в совхоз «Мотовиловский».
В 1956 году здание церкви было вновь передано школе, в которой дети обучались до 1999 года. В 1975 году к  на территории села установлен памятник воинам, погибшим в Великую Отечественную войну. Он находится на главном перекрёстке села, где в разное время располагались пожарная часть, колхозная столовая. Именно отсюда в годы войны отправляли новобранцев на фронт.
В 1967 году в селе был построен Дом Культуры, в 1971- общественная баня, магазин, реконструирован медпункт. В 1976г. был открыт детский сад.
В 1989 году было начато строительство нового здания школы.
В 1991 г. восьмилетнюю школу преобразовали в среднюю, закрыли магазин хозтоваров и общественную баню. К 1992 г. в селе насчитывалось 587 хозяйств и 1346 жителей, из них 527 трудоспособных. В 1994 году строительство нового здания школы было приостановлено. С 1999 года школа располагалась в трёх приспособленных помещениях: здании дома культуры, детского сада и совхозной конторы. В 2001 году церковь вновь обрела своё здание.
13 февраля 2001 года с благословения Нижегородской епархии, благочинного Арзамасского округа отца Евгения Новожилова и инициаторов по восстановлению святыни началась работа по возрождению храма.
В 2007 году около церкви построена колокольня. На неё водружён колокол, который после разорения церкви был установлен около пожарной части, затем несколько десятилетий находился на постаменте у входа в здание школы. В 90-е годы 20 столетия колокол был передан церкви с.Вторусское, откуда и был возвращён церкви с. Мотовилово.
В 2007 году продолжилось строительство нового здания Мотовиловской школы.
В 2008 году при участии Губернатора Нижегородской области В.П. Шанцева состоялось торжественное открытие нового современного здания школы.

## Название
По одной из версий, название села произошло от существительного «мотовило» - орудия ткацкой принадлежности, на которое в старину женщины мотали пряжу во время тканья холста. Этот вид занятий для жителей села был очень важен: посевы конопли и льна здесь были огромными.
Вторая версия обращает внимание на род Мотовиловых, владевших землями в Нижегородской губернии.

## Население
| 1999 | 2002 | 2010 |
| ---- | ---- | ---- |
| 1258 | ↘989 | ↘902 |

## Занятия местных жителей
Местные жители занимались земледелием, пчеловодством. Но с ростом населения земель не хватало, и на выручку приходил лес. Из липовой коры драли лыко и мочало. Из лыка плели лапти-ступни любого фасона и размера. Одна из улиц села, на которой было множество ям для мочки липовой коры, имеет старинное название Мочалиха. Жители села занимались кустарным промыслом ещё с конца XVIII века. Из мягкой, податливой липовой древесины на примитивных станках точили стульчики, кроватки, табуретки, стулья с точёными ножками, канцелярские счёты. Особенно популярны были деревянные, ярко разрисованные детские коляски.

## Русская православная церковь
В 1770 году была построена деревянная церковь во имя Покровской Пресвятой Богородицы с приделом святого пророка Божия Илии.
С 1834 года по 1837 год шло строительство каменной церкви. Построена она была тщанием прихожан при помощи сберегательных книг, выданных из консистории. Престолов в церкви было три: главный – в честь Покрова Пресвятой Богородицы, правый – в честь святителя Николая Чудотворца и левый – в честь святой великомученицы Параскевы. При церкви была построена каменная колокольня. Спустя 50 лет Покровская церковь была обнесена очень красивой каменной оградой, в которую позднее в 1888 году была встроена каменная богадельня - сторожка. Церковный хор насчитывал более 30 человек..

## Школа
В 1874 году была построена первая школа земского образца для мальчиков. Она располагалась в пятистенном доме, построенном недалеко от церкви.
В 1898 году состоялось открытие в селе Мотовилово двухклассного Министерского училища.
В 1892 году в церковной богадельне была открыта одноклассная церковно-приходская школа для девочек, которая просуществовала до 1915 года. В 1902 году на каменном фундаменте была построена деревянная школа. Место для школы было выбрано в самом центре села, у озера, вблизи церкви. Сначала школа была одноэтажной, затем произвели надстройку второго этажа (1905-1907 годы) Здание школы снесли в 1974 году.